# 小山田大
小山田 大（こやまだ だい、1976年8月23日 - ） は、鹿児島県姶良市（旧：姶良郡蒲生町）出身の日本のプロフリークライマー。身長165cm、体重58kg。近年特にボルダリングの分野においてThe Wheel of Lifeの初登、Dreamtimeの再登などの成果を残しているが、ルートクライミングにおいてもAction Directeの再登などオールラウンドな力を持ち、世界のトップクライマーの一人である。
日本における高難度課題の開拓だけでなく、積極的に海外の有名ボルダー課題の再登にも取り組み成果を残し、世界からも高い評価を受けている。

## 経歴
- 1991年、15歳のとき、地元の山岳会との遭遇をきっかけに独学でクライミングを始める[2]。

- 1995年、高校卒業と同時にクライミングが盛んな欧州へ渡る。経験を積むため、「やるからには一流にならないと意味がない」と思い立った。[2]

- 1996年、帰国後に臨んだ全日本選手権・東京有明大会で、当時トッププロとして独走していた平山ユージ相手に優勝を果たす。これをきっかけに世間に名が知れわたる[2]。

- 2004年5月、オーストラリア・グランピアンズにて世界最難ボルダー課題（The Wheel of Life・V16[※ 1]）初登。11月、スイス・クレシアーノにてヨーロッパ最難課題のひとつ（Dreamtime[※ 2]・当時V15（現在V14））を2日間（当時の世界新記録）で再登。

- 2005年10月、ドイツ・フランケンユーラにて難ルート（Action Directe・5.14d）成功。[※ 3]

- 2006年檜原村神戸岩にて国内難関ボルダー課題（オロチV15）初登。

- 2007年塩原にて、国内最難ボルダー課題（バベルV15/16[※ 4]）初登。

- 2009年1月、鳳来にて国内最難ボルダー課題（エピタフV15[※ 5]）初登。「10手以内の純粋なボルダーとしては国内最難」とコメント。

- 2009年12月5日、横浜市都筑区佐江戸町（最寄駅：JR横浜線鴨居駅）に小山田大総合プロデュースによるクライミングジム"プロジェクト"がオープン。

- 2010年5月13日、スイス・クレシアーノにてStory of Two Worlds（V16?)を第2登。この課題はデイヴ・グラハムが2004年に初登して以来、数々のトップクライマーの挑戦を跳ね除けてきた課題で、オリジナルグレードはV15（「新しいV15のベンチマークとする」とコメント）だったが、そういった経緯でV16にアップグレードされた。ダガー（V14）のシットスタートで、ダガーの前半によりハードな7手のV14が加わる課題。小山田自身は「感覚だとV15/16かV16」とコメントした。
  - また、小山田はこのツアーでthe Dagger(V14)、remembrance of things past(V14)、from shallow water to river bed(V14)、new base line(V14)、doctor pinch(V12・フラッシュ)等、驚異的な成果を上げている。

- 2016年10月30日、9月中旬から滞在していたドイツのフランケンユーラにて corona (9a+/5.15a) を完登。
  - このツアーでは the essential、the elder statesman、the house of shock、unplugged と 4本の 9a(5.14d) も完登している[3]。

- 2017年4月4日、下呂・中山七里で国内初のV16″那由多”を初登。課題は、共に小山田初登の”涅槃那”五段と”プレセム”五段ーを繋げた全27手。国内で、V16とグレーディングされたボルダー課題が発表されるのは初めて[4]。

## エピソード
- 指輪のサイズが35号と大きく、岩をつかむように筋肉がついているため、平らなところで手を広げるとまっすぐに広がらない。これに対し、本人は「職業病ですね」と笑っている。[2]

- モノマネ芸人であるくじらがとんねるずのみなさんのおかげでしたの人気コーナー、博士と助手～細かすぎて伝わらないモノマネ選手権～でネタにしたことによって一般的に名前が知られるようになった。その時のキャッチフレーズは“世界最難課題V16ホエールオブライフ完登 小山田大の必殺小指1本” である。[5]